# نیوپورت مرکوری
نیوپورت مرکوری (انگلیسی: Newport Mercury) یک روزنامه مستعمراتی ایالات متحده آمریکا بود که در سال ۱۷۵۸ توسط آن اسمیت فرانکلین (۱۶۹۶–۱۷۶۳) و پسرش، جیمز فرانکلین (۱۷۳۰–۱۷۶۲)، برادرزاده بنجامین فرانکلین، تأسیس شد. این روزنامه در سال ۱۷۱۷ توسط جیمز فرانکلین پدر فرانکلین، (۱۷۳۵–۱۶۹۷) در لندن، به وسیله دستگاه چاپی چاپ شد. مرکوری ممکن است اولین روزنامه تاریخ مستعمراتی ایالات متحده باشد که توسط یک زن در ایالات متحده منتشر شده‌است. مرکوری همچنین اولین روزنامه‌ای بود که شعر یک زن آفریقایی آمریکایی به نام فیلیس ویتلی را منتشر کرد.
مرکوری تا زمانی که ارتش بریتانیا نیوپورت را در دسامبر ۱۷۷۶ اشغال کرد، به‌طور منظم منتشر می‌شد، اما از زمانی‌که رسانه‌ها و مطبوعات قدغن شدند، منتشر نمی‌شد تا پس از خروج بریتانیا از نیوپورت در نوامبر ۱۷۷۹، دوباره انتشارش را از سرگرفت.